# Jacob Brandeis
Jacob bar Moshe Brandeis ha Levi (geboren in Fürth; gestorben am 24. Mai 1774 in Düsseldorf) war ein deutscher Rabbiner.

## Leben
Jacob Brandeis entstammte einer berühmten Rabbinerfamilie aus Fürth. Sein Großvater R. Jacob Brandeis war aus Russland nach Fürth eingewandert. Sein Vater R. Moshe Brandeis ha-Levi (1685–1761) war ein bekannter Talmudist, hatte an der Jeschiva in Prag studiert und leitete dann eine ebensolche in Fürth, bevor er 1717 Rabbiner in Jung-Bunzlau in Böhmen und 1733 schließlich nach Mainz berufen wurde. Moshe Brandeis hatte fünf Söhne: Bezalel Brandeis, der sein Nachfolger in Jung-Bunzlau wurde, Gabriel Brandeis, der Rabbiner in Prag wurde, Simon, Jacob und Avigdor.
Jacob Brandeis wirkte 20 Jahre als Rabbiner in Darmstadt, bevor er 1769 in die wachsende Jüdische Gemeinde Düsseldorf kam und hier das Landesrabbinat der vereinigten Herzogtümer Jülich-Berg von seinem Vorgänger Mordechai Halberstadt übernahm.

## Grabinschrift
R. Jacob Brandeis starb am 24. Mai 1774 in Düsseldorf. Seinem erhaltenen Grabstein auf dem Alten jüdischen Friedhof im Düsseldorfer Nordfriedhof ist zu entnehmen:
„Hier ist begraben
unser Herr, Lehrer und Rabbiner
Aw bet din hier [in Düsseldorf] und im Lande Berg der gelehrte Herr
Der große Weise aus dem Fürther
Stammbaum, der da war Jacob, Sohn des sehr
großen Weisen aus Fürth, der da war
Moses Brandeis, Fürst der Leviten, das Andenken des Gerechten
sei gesegnet […].
Er verstarb am siebten Tag, 14. Siwan 534 nach der kleinen Zählung [1774].
Seine Seele sei eingebunden in das Bündel des Lebens.“